# Oruza bicolora
Oruza bicolora är en fjärilsart som beskrevs av George Thomas Bethune-Baker 1906. Oruza bicolora ingår i släktet Oruza och familjen nattflyn. Inga underarter finns listade i Catalogue of Life.